# Franklin Ritchie
Franklin Ritchie (Contea di Ritchie, 26 giugno 1865 – Los Angeles, 26 gennaio 1918) è stato un attore statunitense.
Ha girato 60 film tra il 1913 e il 1917. Morì in un incidente stradale, sbandando su una strada di montagna, vicino a Los Angeles.

## Filmografia
- Red and Pete, Partners, regia di Anthony O'Sullivan - cortometraggio (1913)
- The Restless Woman, regia di Travers Vale - cortometraggio (1914)
- The Science of Crime, regia di George Morgan - cortometraggio (1914)
- The Ethics of the Profession, regia di Travers Vale - cortometraggio (1914)
- The Honor of the Law, regia di Travers Vale - cortometraggio (1914)
- Man's Enemy, regia di Frank Powell - cortometraggio (1914)
- The District Attorney's Burglar, regia di Travers Vale - cortometraggio (1914)
- The Man from the Past, regia di Travers Vale - cortometraggio (1914)
- Merely Mother - cortometraggio (1914)
- His Change of Heart - cortometraggio (1914)
- The Derelicts, regia di Travers Vale - cortometraggio (1914)
- The Iron Master, regia di Travers Vale - cortometraggio (1914)
- The Ticket-of-Leave Man, regia di Travers Vale - cortometraggio (1914)
- The Wages of Sin - cortometraggio (1914)
- The Charity Ball - cortometraggio (1914)
- The New Magdalen, regia di Travers Vale - cortometraggio (1914)
- Ernest Maltravers, regia di Travers Vale - cortometraggio (1914)
- The Closing Web - cortometraggio (1914)
- The Sheriff of Willow Gulch - cortometraggio (1914)
- The Way Home - cortometraggio (1914)
- The Crimson Moth, regia di Travers Vale - cortometraggio (1914)
- The Barrier Between - cortometraggio (1915)
- The Third Act, regia di Travers Vale - cortometraggio (1915)
- File No. 113 - cortometraggio (1915)
- Three Hats, regia di Travers Vale - cortometraggio (1915)
- Dwellers in Glass Houses - cortometraggio (1915)
- His Romany Wife - cortometraggio (1915)
- Aurora Floyd, regia di Travers Vale - cortometraggio (1915)
- After the Storm, regia di Travers Vale - cortometraggio (1915)
- The Americano, regia di Travers Vale - cortometraggio (1915)
- The Quicksands of Society - cortometraggio (1915)
- To Have and to Lose - cortometraggio (1915)
- Adam Bede, regia di Travers Vale - cortometraggio (1915)
- The Confession - cortometraggio (1915)
- The Maid o' the Mountain, regia di Travers Vale - cortometraggio (1915)
- Man and His Master, regia di Travers Vale - cortometraggio (1915)
- Mrs. Van Alden's Jewels, regia di Travers Vale - cortometraggio (1915)
- Under Two Flags, regia di Travers Vale - cortometraggio (1915)
- The Drab Sister, regia di Travers Vale - cortometraggio (1915)
- Jane Eyre, regia di Travers Vale - cortometraggio (1915)
- Ashes of Inspiration, regia di J. Farrell MacDonald - cortometraggio (1915)
- East Lynne, regia di Travers Vale - cortometraggio (1915)
- Dora, regia di Travers Vale - cortometraggio (1915)
- The Soul of Pierre, regia di Travers Vale - cortometraggio (1915)
- The Country Parson - cortometraggio (1915)
- Harvest - cortometraggio (1915)
- Between Father and Son, regia di Travers Vale - cortometraggio (1915)
- The Reproach of Annesley - cortometraggio (1915)
- The Hungarian Nabob, regia di Travers Vale (1915)
- The Woman of Mystery, regia di Travers Vale - cortometraggio (1915)
- A Life Chase, regia di Travers Vale - cortometraggio (1916)
- Pique, regia di Lawrence Marston - cortometraggio (1916)
- Lying Lips, regia di Edward Sloman (1916)
- Not My Sister, regia di Charles Giblyn (1916)
- The Reclamation, regia di Edward Sloman (1916)
- The Inner Struggle, regia di Edward Sloman (1916)
- Dust, regia di Edward Sloman (1916)
- The Light, regia di William C. Dowlan (1916)
- The Undertow, regia di Frank Thorne (1916)
- The Gentle Intruder, regia di James Kirkwood (1917)